# Francesco Acciarelli
Francesco Acciarelli (auch Acciarello; * vor 1692; † nach 1710) war ein italienischer Komponist und Organist, der Ende des 17. und Anfang des 18. Jahrhunderts in Rom wirkte.

## Leben
Francesco Acciarelli lebte Ende des 17. und zu Beginn des 18. Jahrhunderts in Rom. Er trat als Organist und Komponist in Erscheinung. Mindestens drei Oratorien aus seiner Hand sind in dieser Zeit in Rom gedruckt und aufgeführt worden. Zwischen 1692 und 1710 findet sich sein Name in den römischen Archiven.

## Werke (Auswahl)
Acciarelli komponierte mindestens drei Oratorien, die in Rom gedruckt und aufgeführt wurden. Seine Werke waren typisch für die italienische Barockmusik und zeigten Einflüsse zeitgenössischer Komponisten.
- Iefte infelix triumphus, gedruckt bei Giovanni Francesco Buagni, Rom, 1695[Digitalisat 1]
- Iacob fidelis servitus, gedruckt bei Giovanni Francesco Buagni, Uraufführung: 31. März 1702, Santissimo Crocifisso, Rom[3][Digitalisat 2]
- Iudith, Text: Francesco Domenico Clementi, Melodramma, gedruckt bei Giovanni Francesco Buagni, Uraufführung: 26. Februar 1706, Santissimo Crocifisso, Rom[3][Digitalisat 3]

## Digitalisate
1. ↑  Iefte infelix trimphus als Digitalisat im Museo internazionale e biblioteca della musica di Bologna
2. ↑  Iacob fidelis servitus als Digitalisat im Museo internazionale e biblioteca della musica di Bologna
3. ↑  Iudith als Digitalisat im Münchener Digitalisierungszentrum
4. ↑  Biographisch-bibliographisches Quellen-Lexikon der Musiker und Musikgelehrten der christlichen Zeitrechnung bis zur Mitte des neunzehnten Jahrhunderts Band X als Digitalisat im Internet Archive